# قمار در ترکیه
صنعت شرط‌بندی در ترکیه (انگلیسی: Gambling in Turkey) کاملاً تحت رگولاتوری
دولت انجام می‌شود و ترکیه قوانین سخت گیرانه‌ای در این حوزه بر شهروندانش اعمال می‌کند
دولت ترکیه در سال ۱۹۸۸ حضور در قمارخانه‌ها را ممنوع اعلام کرده بود.

## شرط‌بندی آنلاین
شرط‌بندی آنلاین و به‌طور عمومی قمار هم‌اکنون در سراسر ترکیه ممنوع است و تنها در یک مورد شرکت IDDAA اجازه فعالیت محدود دارد. هم‌اکنون در ترکیه برای فعالین این کسب و کارها مجازات و تحریم‌های سختی در نظر گرفته می‌شود.